# 중력총
중력총(Gravity gun) 또는 중력건은 게임 하프라이프 2 시리즈에 등장하는 가공의 무기이다. 일라이 밴스가 제작한 무기로, 정식 명칭은 영점 에너지장 조작기(Zero - point Energy Manipulator)이며, 콤바인 측에서는 역방향 대공명 시공간 융합장치라고 칭한다.
하프라이프 2에서는 블랙메사 동부 챕터에서부터 나오는 무기이다.
끌어당기고 발사할 수 있는 중력 에너지장을 출력하며, 이에 따라 제한 거리에 있는 물건을 중력으로 끌어당기거나, 도리어 집어던질 수 있다. 하프라이프 2 초반(블랙 메사 동부)에서 알릭스 밴스가 중력건을 사용해 플레이어는 중력건의 조작 방법을 대략적으로 알 수 있게 하였다.
만약 시타델 요새의 입자 분해 압류장의 펄스 빔을 받을 경우, 분해되는 것이 아니라 그대로 그 빔을 흡수해버리는데, 이렇게 해서 작동하는 것이 통상의 중력총보다 수십배에 달하는 중력을 발휘할 수 있는 '슈퍼 중력건' 으로써, 이 중력건은 생물(적군, 좀비, 헤드크랩 등), 물체, 에너지 볼 등을 들 수 있으며, 무기를 든 적을 잡을 시 죽고 무기는 소멸된다. 각각 하프라이프 2와 하프라이프 2: 에피소드 1에서 사용 수 있다.
하프라이프2 유출판에서는 중력건과 비슷한 무기가 있다. 중력건의 베타 버전으로 추정된다.

## 같이 보기
- 반중력